# Tavoliere di Lecce
Il Tavoliere di Lecce (detto anche Tavoliere salentino, Pianura salentina o Pianura messapica) è una pianura della penisola salentina che comprende territori della provincia di Lecce, della provincia di Taranto e della provincia di Brindisi (dove assume la denominazione di piana di Brindisi), nella regione italiana della Puglia.

## Caratteristiche
I suoi confini sono:
- la soglia messapica a nord;
- l'isola amministrativa di Taranto a ovest;
- la direttrice Galatone-Maglie-Otranto a sud, dove iniziano a imporsi in maniera più consistente le serre salentine.

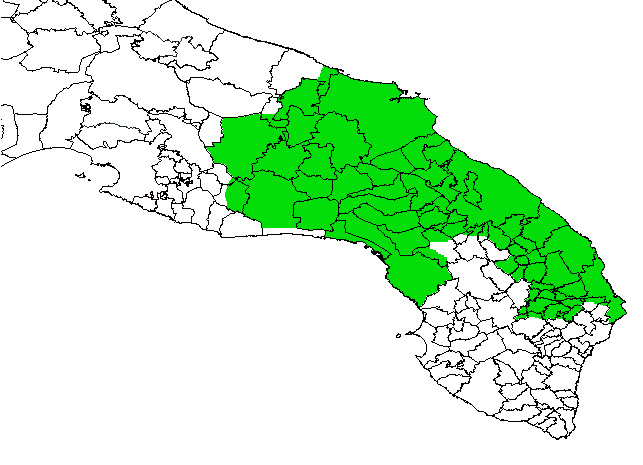
Tavoliere salentino.

Caratteristiche della pianura sono, oltre alla totale assenza di pendenze significative, i poderosi strati di terra rossa e l'assenza di fiumi in superficie. Il terreno carsico tuttavia presenta innumerevoli inghiottitoi (chiamate vore o capoventi), punti di richiamo delle acque piovane, che convogliano l'acqua nel sottosuolo alimentando veri e propri fiumi carsici anche grazie ad alcuni impluvi (brevi rigagnoli stagionali), evitando quindi la formazione di acquitrini, fenomeno, quello dell'impaludamento, molto frequente prima degli anni delle bonifiche.
La campagna presenta anche qui, come in tutto il Salento, vasti appezzamenti di vigneti, uliveti e campi di grano. Frequenti sono poi le masserie, alcune delle quali sono oggi recuperate in chiave agroturistica, e dimore sparse o ricoveri temporanei per i contadini, ormai spesso in stato di abbandono.
Fenomeno del tutto particolare sono infine i casini e le casine della villeggiatura agreste ottocentesca e novecentesca, caratteristici della zona immediatamente a ovest di Lecce, tra Novoli e San Donato (Valle della Cupa).

## Comuni e territori
Provincia di Taranto
- Sava, Torricella, Maruggio, Manduria, Avetrana.

Provincia di Brindisi (piana di Brindisi)
- Brindisi, San Vito dei Normanni, San Michele Salentino, Francavilla Fontana, Oria, Latiano, Torre Santa Susanna, Erchie, Mesagne, San Pancrazio Salentino, San Donaci, Cellino San Marco, San Pietro Vernotico, Torchiarolo.

Provincia di Lecce
- Lecce, Surbo, Trepuzzi, Squinzano, Campi Salentina, Novoli, Guagnano, Salice Salentino, Veglie, Leverano, Copertino, Carmiano, Arnesano, Monteroni di Lecce, San Pietro in Lama, Lequile, San Cesario di Lecce, San Donato di Lecce, Cavallino, Lizzanello, Caprarica di Lecce, Castri di Lecce, Vernole, Melendugno, Calimera, Martignano, Sternatia, Soleto, Zollino, Martano, Carpignano Salentino, Otranto (litorale nord), Palmariggi, Cannole, Bagnolo del Salento, Cursi, Melpignano, Castrignano de' Greci, Corigliano d'Otranto, Maglie, Muro Leccese, Sanarica, Cutrofiano, Sogliano Cavour, Galatina, Aradeo, Seclì, Galatone, Nardò, Porto Cesareo.[3]

### Valle della Cupa

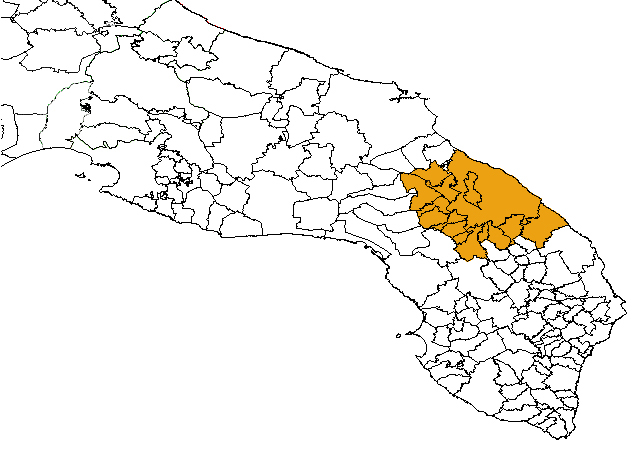
Territorio dei Comuni della Valle della Cupa.

Porzione della pianura, a ovest del capoluogo leccese, caratterizzata da una depressione carsica, si caratterizza come un fertile avvallamento, luogo eletto dall'aristocrazia, fin dal XV secolo adatto per la villeggiatura, con la conseguente costruzione numerosissime ville. In un alternarsi di terreni adibiti a vigneto e uliveto, di ampie campagne e piccoli e medi centri abitati, viene delimitata a nord dalle piccole alture dette Serra di Madonna dell'Alto (Cellino San Marco), di Sant'Elia (Squinzano) e di Monte d'Oro (Trepuzzi), che costituiscono le ultime inflitrazioni del sistema delle Murge nel tavoliere salentino e che coinvolge anche il nucleo abitato leccese e a sud dalle Serre di Galugnano (frazione di San Donato di Lecce), prime alture delle Murge salentine. A ovest invece sfuma nella Terra d'Arneo, senza un confine ben preciso.
I territori comunali ricadenti nella Valle della Cupa sono: Lecce (esclusivamente la zona a ovest del centro abitato, dove ricade la frazione di Villa Convento e più a sud diversi agglomerati sparsi), Vernole (escluso il quartiere del centro storico denominato Munte Fuggiaru), Campi Salentina (prevalentemente la parte meridionale dove ricade il centro abitato), Novoli, Carmiano (con la frazione Magliano), Arnesano, Monteroni di Lecce, San Pietro in Lama, Lequile (esclusa la porzione meridionale del territorio), San Cesario di Lecce e Cavallino (territori a ovest del centro abitato).
Nonostante la vicinanza alla valle di Squinzano, Trepuzzi e Surbo non si considerano generalmente facenti fisicamente parte di essa, poiché posti al di là delle alture sopra citate.
Nell'ambito del progetto comunitario LEADER II è stato fondato un gruppo di azione locale, chiamato Valle della Cupa.

### Terra d'Arneo

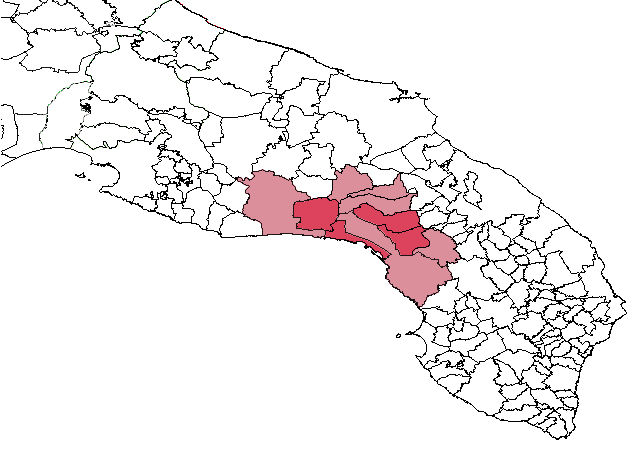
Comuni il cui territorio è interamente compreso nella Terra d'Arneo (rosa scuro) o solo parzialmente (rosa chiaro).

La terra d'Arneo è la parte della penisola salentina compresa, lungo la costa ionica, fra San Pietro in Bevagna e Torre dell'Inserraglio. Nell'entroterra si estende lungo il corridoio che da Nardò giunge ad Avetrana passando per il feudo di Porto Cesareo, spingendosi fino ai comuni afferenti alla costa ionica. Il toponimo potrebbe derivare dal nome di un antico casale localizzabile nel feudo di Nardò, tenimentum Dernei (attestato già in epoca normanna e poi abbandonato), o dal messapico arnissa. Si presenta come un'area pressoché pianeggiante, adibita alla coltivazione di ulivi secolari e, nei comuni dell'entroterra leccese, all'utilizzo del terreno a vigneto, da cui si ottengono rinomate etichette come il Salice Salentino DOC, il Leverano DOC e il Copertino DOC.
A lungo la Terra d'Arneo è stata caratterizzata, lungo la costa, da perenni acquitrini, infestati dalla malaria, e più all'interno da una macchia mediterranea, frequentata da greggi e briganti. L'inchiesta francese di re Gioacchino Murat sulla Terra d'Otranto, tra 1811 e 1817, osservava che dopo la spiaggia di Nardò fino a San Pietro in Bevagna era in pratica una perpetua palude. Con le bonifiche inaugurate in età giolittiana, proseguite durante il fascismo e completate nel dopoguerra, il litorale ionico si è infittito di villaggi turistici, stabilimenti balneari, ville e case residenziali. Inoltre, dopo le lotte contro il latifondo e la riforma agraria degli anni '50, con la distribuzione di terre ai contadini che qui vi si stabilirono, si ebbe una sorta di rinascita agricola. Nel territorio risiedono svariate Masserie, fortificate e non.
La Terra d'Arneo è costituita dal territorio settentrionale di Nardò (con il centro abitato facente parte del confine meridionale), da quello intero di Porto Cesareo, mentre all'interno si estende per i feudi di Copertino, Leverano, Veglie, Salice Salentino, Guagnano, San Pancrazio Salentino, Manduria e Avetrana, i cui nuclei abitativi segnano il confine nord-orientale. Il territorio sfuma a ovest nelle prime marine tarantine (Torre Colimena, San Pietro in Bevagna).
A nord e a ovest la Terra d'Arneo confluisce, senza un confine preciso, rispettivamente nella Piana di Brindisi e nella Valle della Cupa, tutte e tre inserite nel vasto Parco del Negroamaro.
Nell'ambito del progetto comunitario LEADER II è stato fondato un gruppo di azione locale, chiamato Terre d'Arneo, che include nel progetto solo i comuni (sopra citati) entro i confini della provincia di Lecce, oltre alle contigue Campi Salentina e Carmiano a est.